# Cléo (football, 1985)
Pour les articles homonymes, voir Cléo (homonymie).
Cléverson Gabriel Córdova (né le 9 août 1985 à Guarapuava, Paraná au Brésil), surnommé Cléo, est un ancien footballeur brésilien.
Il a obtenu la nationalité serbe le 23 septembre 2010.

## Carrière

### Partizan

#### Saison 2009-2010
Le 19 juin 2009, Cléo signe un contrat de quatre ans pour le club du Partizan de Belgrade et devient ainsi le premier joueur depuis plus de 20 ans à être transféré de l'Étoile rouge de Belgrade au Partizan (le dernier est Goran Milojević en 1988). Cléo marque pour son premier match avec le Partizan, le 14 juillet, contre les champions du pays de Galles Rhyl FC pour une victoire finale de son équipe par 4-0. Sept jours plus tard, Cléo marque un hat-trick, dont le premier but d'une bicyclette. Le 28 novembre, Cléo marque un superbe but contre son ancien club, le Partizan l'emporte contre l'Étoile rouge de Belgrade 2-1. Cléo joue très bien dans la deuxième partie de la SuperLiga 2009-10 serbe, marquant neuf buts et contribuant donc au troisième titre consécutif du Partizan.

#### Saison 2010-2011
Cléo ouvre la saison en signant le troisième but de la victoire 3-1 de son équipe sur le FC Pyunik Erevan lors du match aller du deuxième tour de qualification de la Ligue des champions de l'UEFA 2010-2011. Une semaine plus tard, au match retour à Erevan, Cléo marque un but fantastique à l'entrée de la surface de réparation à la cinquième minute du temps additionnel de la première mi-temps et mène son équipe au prochain tour avec un score cumulé de 4-1.
Grâce à ses bonnes prestations en Ligue des champions, le joueur est pisté dès cet hiver par Liverpool ou encore le Genoa. À la surprise générale, il s'engage le 23 février 2011 avec le club chinois du Guangzhou Evergrande pour près de 4 millions d'euros. En janvier 2013, il est prêté au club japonais de Kashiwa Reysol.

## Palmarès

### En club
- Championnat de Chine : 2011 et 2012
- Coupe de Chine : 2012

### Distinctions individuelles
- Meilleur buteur de la phase de qualification en ligue des champions en 2010 (8 buts)